# New York Jets 1983
La stagione 1983 dei New York Jets è stata la 14ª della franchigia nella National Football League, la 24ª complessiva. Sotto la direzione del nuovo capo-allenatore Joe Walton e nell'ultima stagione allo Shea Stadium prima di trasferirsi al Giants Stadium a East Rutherford, New Jersey, la squadra ebbe un record finale di 7-9.

## Scelte nel Draft 1983
| Scelte dei Jets nel Draft 1983 | Scelte dei Jets nel Draft 1983 | Scelte dei Jets nel Draft 1983 | Scelte dei Jets nel Draft 1983 | Scelte dei Jets nel Draft 1983 |
| Giro                           | Scelta                         | Giocatore                      | Ruolo                          | College                        |
| ------------------------------ | ------------------------------ | ------------------------------ | ------------------------------ | ------------------------------ |
| 1                              | 24                             | Ken O'Brien                    | QB                             | California-Davis               |
| 2                              | 51                             | Johnny Hector                  | RB                             | Texas A&M                      |
| 3                              | 78                             | Jo-Jo Townsell                 | WR                             | UCLA                           |
| 4                              | 105                            | Wes Howell                     | TE                             | California                     |
| 5                              | 136                            | John Walker                    | NT                             | Nebraska-Omaha                 |
| 6                              | 163                            | Vincent White                  | RB                             | Stanford                       |
| 7                              | 190                            | Darrin Newbold                 | LB                             | SW Missouri St.                |
| 8                              | 217                            | Davlin Mullen                  | DB                             | West. Kentucky                 |
| 9                              | 247                            | Bobby Humphery                 | DB                             | New Mexico St.                 |
| 10                             | 274                            | Dan Fike                       | G                              | Florida                        |
| 11                             | 301                            | Mike Harmon                    | WR                             | Mississippi                    |
| 12                             | 328                            | Stu Crum                       | K                              | Tulsa                          |

## Roster
| Roster dei New York Jets nel 1983 |
| --- |
| Quarterback - 7 Ken O'Brien - 10 Pat Ryan - 14 Richard Todd Running Back - 35 Mike Augustyniak FB - 31 Marion Barber Jr. - 25 Scott Dierking - 42 Bruce Harper - 22 Kenny Lewis - 24 Freeman McNeil Wide Receiver - 86 Nick Bruckner - 89 Preston Brown - 81 Derrick Gaffney - 80 Lam Jones - 87 Kurt Sohn - 85 Wesley Walker Tight End - 83 Jerome Barkum - 82 Mickey Shuler Offensive Linemen - 60 Dan Alexander G - 64 Guy Bingham C - 65 Joe Fields C - 68 Reggie McElroy G - 62 Joe Pellegrini G - 79 Marvin Powell T - 70 Stan Waldemore G - 72 Chris Ward T Defensive Linemen - 78 Barry Bennett DT - 99 Mark Gastineau DE - 73 Joe Klecko DT - 93 Marty Lyons DE - 77 Kenny Neil DE - 76 Ben Rudolph DT Linebacker - 54 Stan Blinka - 51 Greg Buttle - 50 Bob Crable - 55 Ron Crosby - 56 Lance Mehl Defensive Back - 45 Jerry Holmes CB - 40 Bobby Jackson CB - 29 Johnny Lynn CB - 20 Davlin Mullen CB - 28 Darrol Ray FS - 48 Ken Schroy - 21 Kirk Springs SS Special Team - 5 Pat Leahy K - 15 Chuck Ramsey P |
| Legenda - I rookie sono in corsivo. - Il primo ruolo è il principale mentre gli eventuali successivi indicano i ruoli secondari. - (IR) sta per Injured Reserve ed indica la lista ristretta per un solo giocatore infortunato che può tornare ad allenarsi dopo la settimana 6 e a rientrare in prima squadra dopo che questa ha giocato 8 partite. - (NF-Inj.) / (NF-Ill.) stanno rispettivamente per Non-Football Injured e Non-Football Illness ed indicano le liste dove viene inserito un giocatore che ha un infortunio o una malattia non dipendente dal football americano. - (PUP) sta per Physically Unable to Perform ed indica la lista dove viene inserito un giocatore mentre è in attesa di recuperare la condizione fisica. Nella stagione regolare dopo la sesta partita giocata dalla propria squadra, il giocatore ha tempo tre settimane per riprendere ad allenarsi, più tre settimane aggiuntive dal suo rientro agli allenamenti per rientrare in prima squadra.                                  |

## Calendario
| Stagione regolare | Stagione regolare       | Stagione regolare | Stagione regolare           |
| Turno             | Avversario              | Risultato         | Stadio                      |
| ----------------- | ----------------------- | ----------------- | --------------------------- |
| 1                 | at San Diego Chargers   | V 41–29           | Jack Murphy Stadium         |
| 2                 | Seattle Seahawks        | S 17–10           | Shea Stadium                |
| 3                 | at New England Patriots | S 23–13           | Sullivan Stadium            |
| 4                 | Los Angeles Rams        | V 27–24           | Shea Stadium                |
| 5                 | at Buffalo Bills        | V 34–10           | Rich Stadium                |
| 6                 | at Cleveland Browns     | S 10–7            | Cleveland Municipal Stadium |
| 7                 | Miami Dolphins          | S 32–14           | Shea Stadium                |
| 8                 | Atlanta Falcons         | S 27–21           | Shea Stadium                |
| 9                 | at San Francisco 49ers  | V 27–13           | Candlestick Park            |
| 10                | Baltimore Colts         | S 17–14           | Shea Stadium                |
| 11                | Buffalo Bills           | S 24–17           | Shea Stadium                |
| 12                | at New Orleans Saints   | V 31–28           | Louisiana Superdome         |
| 13                | New England Patriots    | V 26–3            | Shea Stadium                |
| 14                | at Baltimore Colts      | V 10–6            | Memorial Stadium            |
| 15                | Pittsburgh Steelers     | S 34–7            | Shea Stadium                |
| 16                | at Miami Dolphins       | S 34–14           | Miami Orange Bowl           |

## Classifiche
| AFC East             | AFC East | AFC East | AFC East | AFC East | AFC East | AFC East | AFC East | AFC East | AFC East |
|                      | V        | S        | P        | %        | DIV      | CONF     | PF       | PA       | STR      |
| -------------------- | -------- | -------- | -------- | -------- | -------- | -------- | -------- | -------- | -------- |
| Miami Dolphins(2)    | 12       | 4        | 0        | .750     | 6–2      | 9–3      | 389      | 250      | V5       |
| New England Patriots | 8        | 8        | 0        | .500     | 4–4      | 6–6      | 274      | 289      | S1       |
| Buffalo Bills        | 8        | 8        | 0        | .500     | 4–4      | 7–5      | 283      | 351      | S2       |
| Baltimore Colts      | 7        | 9        | 0        | .438     | 3–5      | 5–9      | 264      | 354      | V1       |
| New York Jets        | 7        | 9        | 0        | .438     | 3–5      | 4–8      | 313      | 331      | S2       |